# Liste der Straßennamen im Main-Tauber-Kreis

In der Liste der Straßennamen im Main-Tauber-Kreis sind die Namen der aktuellen und historischen Straßen, Gassen, Wege und Plätze aller Städte und sonstigen Gemeinden im Main-Tauber-Kreis aufgeführt sowie deren Namensherkunft, Namensgeber oder Bedeutung, sofern bekannt. Der Artikel ist in Teillisten für die Städte und sonstigen Gemeinden des Kreises aufgeteilt.

## Liste
Um zu einer Teilliste der Straßennamen zu gelangen, bitte die entsprechende Stadt bzw. Gemeinde anklicken: